# Nick Manasseh
Nick Manasseh est un DJ anglais.

## Biographie
Il apparait dans le monde du dub en 1985 au Carnaval de Notting Hill à Londres, en se produisant avec le "Manasseh Sound System", qui l'amène par la suite à collaborer avec des gens comme Jah Shaka, Coxsone, Jah Tubbys, Fatman, Soul 2 Soul ou Aba Shanti.
Il anime de 1987 à 1999 une émission sur le radio Kiss FM, par le biais de laquelle il contribue à populariser des artistes comme Luciano, Sizzla, Garnet Silk, tout en promouvant activement le revival roots dans lequel plusieurs labels anglais se spécialisent, Blood & Fire et Pressure Sounds en tête. Manasseh continue aujourd'hui de propager la parole du roots en tournant régulièrement avec le sound system Blood & Fire, qui se partage son temps avec ses activités de producteur, de remixeur... et de musicien.
Son premier album, "Dub the millenium", sort sur le label Riz, qu'il monte en 1990 avec Gil Cang, Eddie Rocksteady et Mak Gilchrist. Un album qui se retrouve licencié sur Acid Jazz Records, et lui ouvre les portes des majors (Columbia, Sony, puis BMG), qui produisent plusieurs de ses disques. En plus de ces albums "officiels", il accumule quantité de dub plates inédits, que le label parisien Hammerbass le convainc de diffuser en les compilant en 2002 sur un CD logiquement nommé "Dub plate style 1990-1999", puis en mars 2004 avec son successeur: "Dub plate style - vol. 2".

## Discographie
- 1990 - Dub the millenium, RIZ
- 2002 - Dub plate style 1990-1999, HAMMERBASS
- 1988 - Dub plate style - vol. 2, HAMMERBASS